# Vittorio Schiavi
Vittorio Schiavi (Clusone, 19 aprile 1916 – Torino, 30 luglio 2005) è stato un calciatore italiano, di ruolo centrocampista.

## Carriera
Cresciuto nel settore giovanile dell'Atalanta, esordì a 19 anni in Serie B nella stessa società bergamasca.
Disputò con il Lecco il Torneo Benefico Lombardo nella stagione di guerra 1944.
Dopo due anni ottenne la promozione in Serie A, la prima nella storia della società neroazzurra.
Trascorse in totale undici stagioni con la maglia neroazzurra, collezionando 221 presenze, a cui vanno aggiunte le 26 della stagione interlocutoria 1945-1946, concludendo poi la propria carriera professionistica con le maglie di Brescia e Fanfulla.
Giocò e allenò inoltre negli ultimi anni di carriera nelle file dell'Iseo sulle sponde del lago omonimo.

## Palmarès

### Club

#### Competizioni nazionali
- Serie B: 1

Atalanta: 1939-1940